# 庫里洛角

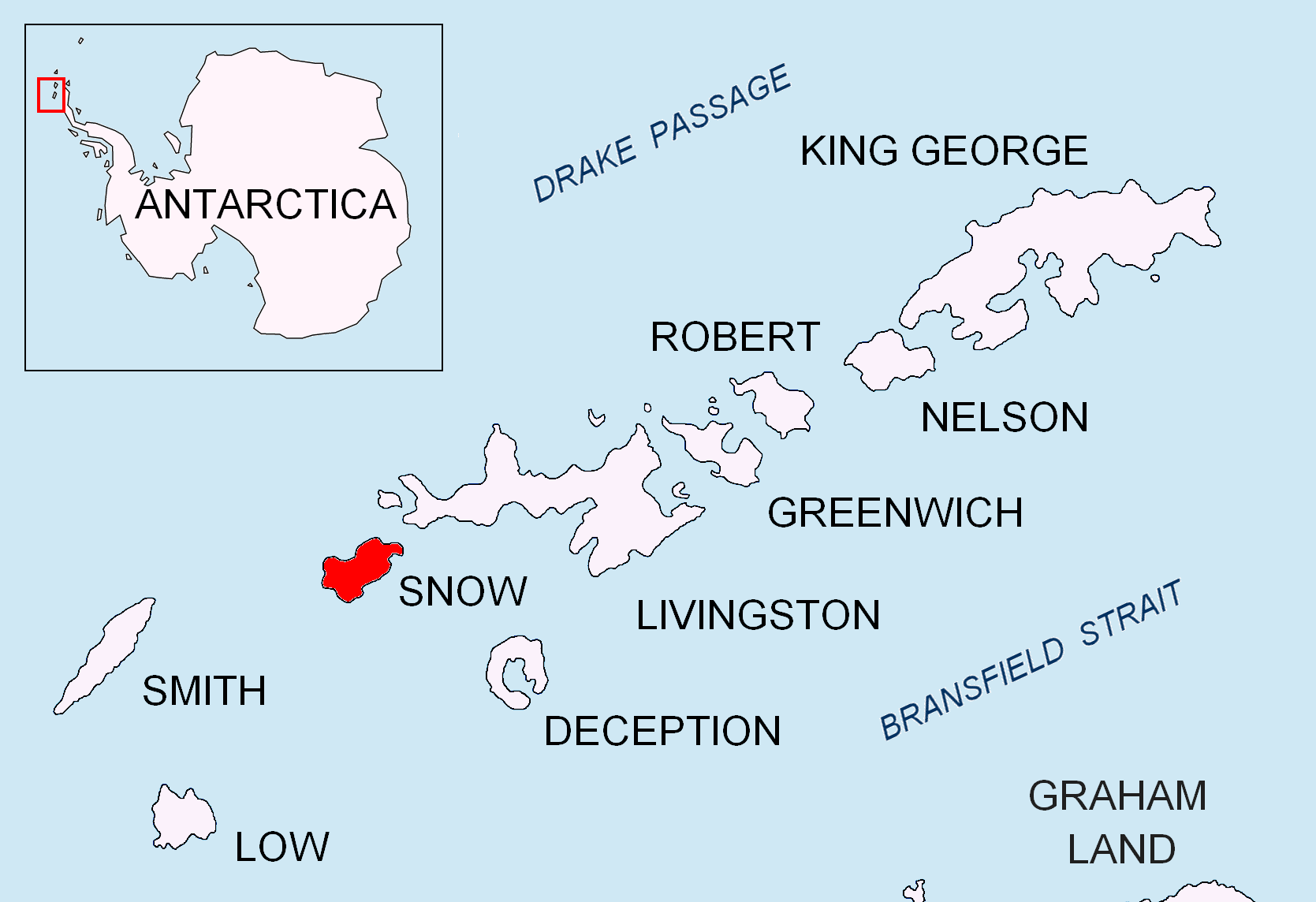

庫里洛角，是南極洲的海岬，位於南設得蘭群島的雪島東南岸，處於普雷錫登特角西南面3.1公里和霍爾半島以北2.3公里，以保加利亞西部城鎮命名，現時由南極條約體系管理。
62°44′40″S 61°14′39″W / 62.74444°S 61.24417°W